# Johann Friedrich Agricola
Johann Friedrich Agricola (Dobitschen, Turingia (Alemania), 4 de gener, 1720 - Berlín, 2 de desembre, 1774), va ser un músic, compositor i musicòleg alemany.

## Biografia
El seu pare, Johann Christoph Agricola, era un "agent de la cambra del príncep Altenburg i el baró Bachofen i director de la cort" a Dobitschen, i ell mateix un talentós pianista i organista. La mare, Maria Magdalena, de soltera Manken, era parent propera de George Frideric Handel. El mestre d'escola Dobitschen Johann Paul Martini va establir les bases de la seva educació musical entre 1725 i 1738.
El 1738, als 18 anys, Johann Friedrich va començar a estudiar dret a la Universitat de Leipzig. També va prendre classes de piano, orgue i composició de Johann Sebastian Bach fins al 1741, sota la direcció del qual va tocar el clavicèmbal a la música eclesiàstica i al "Collegio musico". Després de completar la seva formació a Leipzig, Johann Friedrich Agricola va anar a Berlín, on va entrar en contacte amb Johann Joachim Quantz, el compositor de la cort de Frederic el Gran, i Carl Philipp Emanuel Bach, el clavecinista de cambra del rei.
Després d'una sol·licitud infructuosa per succeir a Gottfried Heinrich Stölzel a Gotha a principis de 1750, Agricola va ser nomenat músic de cambra i compositor de la cort de Frederic II el maig de 1751. Aquí va compondre, entre altres coses: lintermezzo Il filosofo convinto in amore. En el seu càrrec, no només es va encarregar de compondre noves peces i organitzar concerts privats, sinó que també va treballar com a director d'orquestra, cantant, assessor, traductor, revisor, escriptor musical i professor de música.
El 1751 també va tenir lloc el casament amb la cantant italiana Emilia Molteni (* 1722 a Mòdena; † 1780 a Berlín) de l'Òpera Italiana de Berlín.

## Obra
Les composicions de Johann Friedrich Agricola (principalment obres vocals com oratoris, cantates, cançons i òperes) mostren clarament la influència de Johann Adolph Hasse i Carl Heinrich Graun. Com a compositor de cançons, Agricola és un típic representant de la Primera Escola de Cançó de Berlín amb la seva preferència per la poesia anacreòntica.
Més que com a compositor o com a cantant -en els concerts de l'església de tant en tant cantava les parts de baix solista al costat de la seva dona- Agricola es va fer un nom com a organista i teòric de la música; ja que aquest últim escrivia ocasionalment amb el pseudònim “Olibrio”. La seva obra principal és l'adaptació de lOpinioni de' cantori antichi, e moderni o sieno osservazioni sopra il canto figurato de Pier Francesco Tosi ("Instruccions per a l'art de cantar", Berlín 1757), que va complementar amb les seves pròpies explicacions i comentari.
El 1767 es va publicar una extensa biografia de Johann Georg Pisendel escrita per Agricola. Johann Carl Friedrich Rellstab, un dels seus estudiants, el va elogiar a la seva obra On the Remarks of a Traveller sobre la música religiosa de Berlín, els concerts, l'òpera i la música de cambra com un "... home diligent, treballador, crític, però sense talent".

## Obres escèniques
- Il filosofo convinto in amore, diversió en tres actes. Estrena: tardor de 1750 a Potsdam
- La ricamatrice divenuta dama, Intermezzo (1 de novembre de 1751 Potsdam)
- Il re pastore, òpera 3 actes. Llibret: Leopoldo de Villati. Estrena: 9 d'octubre de 1752 Berlín, perdut[5]
- La citadella ingannata, òpera. Primera actuació: 1752 Anvers
- Cleofide, òpera seria 3 actes. Llibret: Pietro Metastasio Alessandro nell'Indie. Estrena: Carnaval 1754 Berlín
- La nobilità delusa, drama giocoso 3 actes. Estrena: 1754 Charlottenburg
- Il tempio d'amore, Festa teatrale. Llibret: Giovanni Pietro Tagliazucchi, després de Frederic II Estrena: 30 de setembre de 1755 Charlottenburg, per al matrimoni del príncep Ferran de Prússia amb la princesa Anna Elisabet de Schwedt.
- Psyche, òpera 3 actes. Estrena: 1756 Berlín
- Die Sendung des Heiligen Geistes durch den aufgefahrnen Erlöser,, oratori (cantata de Pentecosta). Composta l'any 1757. Representada el 29 de maig de 1857 a la Petrikirche de Berlín
- Kantate auf den Sieg von Zorndorf,, interpretada el 3 de setembre de 1757 a la Petrikirche de Berlín
- Die Hirten bei der Krippe zu Bethlehem, oratori a 4 veus, cor i solista, amb orquestra i orgue. Juntament amb: Johann Joachim Quantz. Llibret: Karl Wilhelm Ramler. Estrena: 25 de desembre de 1757 Berlín
- Die Auferstehung und Himmelfahrt Jesu, oratori. Llibret: Karl Wilhelm Ramler. 25 de desembre de 1757 Berlín
- El salm 21: "Der König jauchzt", partitura, Berlín, hivern de 1758
- Trauerkantate auf den Tod der Königin-Mutter Sophie Dorothea Friedrichs II, interpretada el 27 d'agost de 1757 a la Petrikirche de Berlín.
- L'ippocondriaco overo L'uomo fantastico, Intermezzo 3 parts. Estrena: 1763 Charlottenburg
- Achille in Sciro, òpera seria 3 actes. Llibret: Pietro Metastasio. Estrena: 16 de setembre de 1765 a Berlín, per al casament del "príncep de Prússia" [més tard el rei Friedrich Wilhelm II, 1786–1797] amb la princesa Elisabet Cristina de Brunsvic-Bevern
- Semiramis, obra 3 actes de Voltaire. Estrena: 11 de juny de 1767 Hamburg, perdut
- Amor e Psiche, òpera seria 3 actes. Llibret: Antonio Landi. Estrena: 5 d'octubre de 1767 Berlín, pel matrimoni de la princesa Guillermina de Prússia amb el governador hereditari d'Holanda, perdut
- Oreste e Pilade òpera seria 3 actes. Llibret: Antonio Landi. Estrena: 24 de març de 1772 Berlín. Nova versió: I Greci in Tauri: març de 1772 Potsdam

## Música d'església
- Gelobet sei Gott und der Vater, cantata per a dues trompes, dos oboès, dos violins, viola, soprano, alt, tenor i baix, violoncel i baix continu ID RISM: 806042560
- Nie zagt ein Christ, cantata per Sunday Oculi a tres veus (alt, tenor, baix), cor, dos violins, viola, dos oboès, dues trompes, trombó i baix continu ID RISM: 100921
- Singet fröhlich Gotte der unsre Stärke ist, cantata de Pentecosta per a tres clarins, timbals, dues flautes, dos oboès, dos fagots, dos violins! Viola, quatre veus i orgue ID RISM: 702001710